# Jelena Urlajeva
Jelena Michailovna Urlajeva, född 1957, är en medborgarrättsaktivist i Uzbekistan.
Jelena Urlajeva är medlem i medborgarrättsorganisationen the Human Rights Society of Uzbekistan. År 2001 arbetade hon för folk som förlorat sina hem i samband ett vägbyggnadsprojekt, vilket ledde till tvångsintagning på ett sinnessjukhus. Hon släpptes ut efter två månader efter påtryckningar från utländska människorättsorganisationer, men har sedan dess återkommande tvingats till psykiatrisk behandling.
Efter regimens massaker på demonstranter i Andizjan 2005 anordnade Jelena Urlajeva nya demonstrationer för att stödja förföljda journalister och få mer internationell uppmärksamhet för landets situation.
Hon tilldelades 2010 års Per Angerpris. Juryns motivering var att hon i en hotfull omgivning "osjälviskt och med fredliga medel och med stort personligt mod riskerat sitt eget liv och hälsa i kampen för mänskliga rättigheter".